# Danga Interactive
Danga Interactive es una compañía de software e Internet conocida fundamentalmente por su servicio web LiveJournal. El eslogan de esta compañía es "We make cool stuff". La compañía fue fundada con el nombre Bradfitz, Inc., el 27 de agosto de 1999, por Brad Fitzpatrick, creador también de LiveJournal. El nombre fue posteriormente cambiado a Danga, el 1 de agosto de 2002.
En enero de 2005, Danga Interactive fue comprada por Six Apart, los creadores de Movable Type. Danga sigue existiendo como entidad legal, aunque como una división de Six Apart.  Six Apart le cambió el nombre de Danga Interactive (an Oregon corporation) a LiveJournal Inc. (a California corporation).
La central de la compañía estaba en Aloha, Oregón, antes de su venta, y ahora se encuentra en las oficinas de Six Apart en San Francisco, California.
El 2 de diciembre de 2007, Six Apart anunció que vendía LiveJournal a SUP, una compañía de medios rusa que había licenciado la marca LiveJournal y el software para su uso en Rusia.

## Proyectos
- LiveJournal, un popular servicio de hospedaje de blogs (weblog).
- The LiveJournal Server, con licencia GPL.
- picpix.com, un servicio de hospedaje de fotos.
- FotoBilder, el software open source sobre el que corre picpix.com y pics.livejournal.com
- Better Markup Language (BML), un lenguaje de marcas del servidor y sistema de plantillas (similar a Mason, ePerl, etc.)
- S2, un lenguaje de programación orientado a objetos.
- memcached, una herramienta de caché open source para aplicaciones web.
- Perlbal, un servidor web y proxy inverso de alto rendimiento.
- MogileFS, un sistema de archivos distribuido.
- OpenID, un sistema de identificación distribuido.